# Gloria Foster
Gloria Foster (Chicago, 15 novembre 1933 – New York, 29 settembre 2001) è stata un'attrice statunitense.

## Biografia
Nata a Chicago, Illinois, prima di apparire sul grande schermo, la Foster fece una lunga carriera teatrale, vincendo due Obie Award, per le sue interpretazioni in In White America e in A Raisin in the Sun. Fu inoltre un'interprete televisiva ed apparve in serie come Le spie e in due episodi di Law & Order - I due volti della giustizia. In entrambi gli episodi di Law & Order interpretò il ruolo della vedova di Malcolm X, Betty Shabazz. Il primo episodio raccontava l'assassinio di Malcolm X, mentre il secondo si focalizzava sui tentativi di vendetta di Betty Shabazz contro quelli che si pensava fossero i responsabili dell'omicidio.
Negli ultimi anni della sua carriera, recitò nei primi due film della trilogia di Matrix, Matrix (1999) e Matrix Reloaded (2003), quest'ultimo uscito postumo, nei quali interpretò il ruolo dell'Oracolo. 
Sposata con l'attore Clarence Williams III, morì il 29 settembre 2001 a New York per le conseguenze del diabete, durante le riprese di Matrix Reloaded. A seguito della sua morte, il suo personaggio nel film Matrix Revolutions (2003) venne interpretato da Mary Alice.
È sepolta presso il Cypress Hills Cemetery nel quartiere di Brooklyn.
È stata inoltre membro della sorellanza Delta Sigma Theta.

## Filmografia

### Cinema
- The Cool World, regia di Shirley Clarke (1963)
- Nothing but a Man, regia di Michael Roemer (1964)
- I commedianti (The Comedians), regia di Peter Glenville (1967)
- Leonard salverà il mondo (Leonard Part 6), regia di Paul Weiland (1987)
- La città della speranza (City of Hope), regia di John Sayles (1991)
- Matrix (The Matrix), regia di Andy e Larry Wachowski (1999)
- Matrix Reloaded (The Matrix Reloaded), regia di Andy e Larry Wachowski (2003) - postumo

### Televisione
- Sui sentieri del West (The Outcasts) – serie TV, episodio 1x05 (1968)
- Mod Squad - I ragazzi di Greer (The Mod Squad) – serie TV, 2 episodi (1969-1970)
- I Robinson (The Cosby Show) – serie TV, episodio 3x25 (1987)
- Law & Order - I due volti della giustizia (Law & Order) – serie TV, 2 episodi (1992-1997)
- Soul Food – serie TV, episodio 1x03 (2000)

## Doppiatrici italiane
- Sonia Scotti in Law & Order - I due volti della giustizia (ep. 7x09), Matrix Reloaded
- Aurora Cancian in Law & Order - I due volti della giustizia (ep. 3x02)
- Vittoria Febbi in Matrix